# Geophagus steindachneri

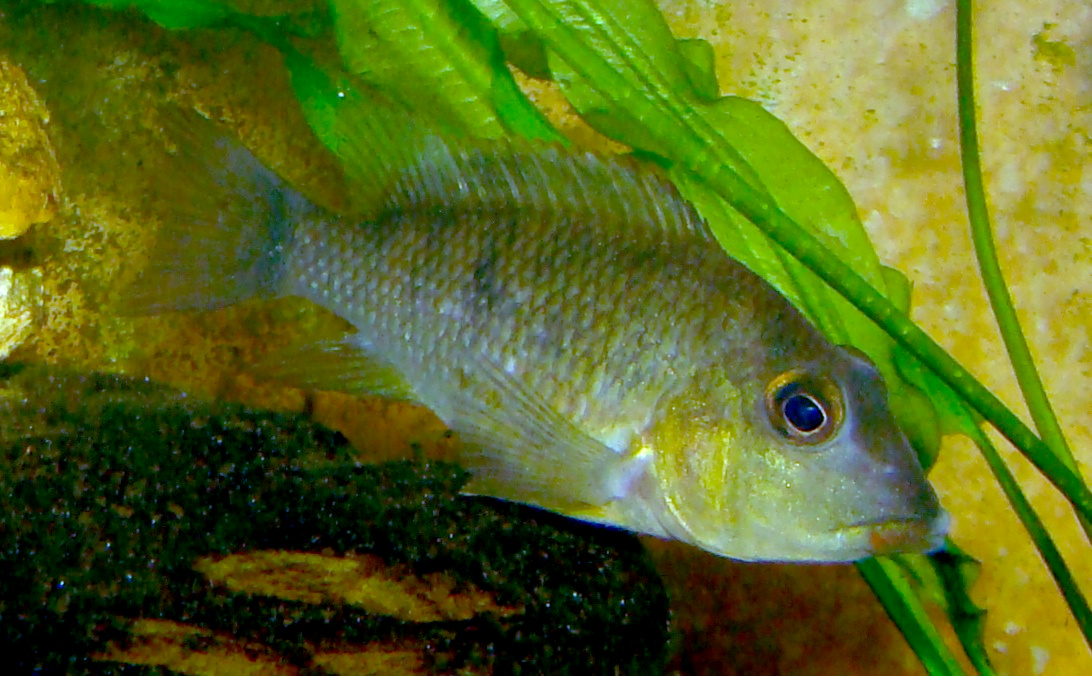
Exemplar femella

 Geophagus steindachneri és una espècie de peix de la família dels cíclids i de l'ordre dels perciformes que es troba a Colòmbia i Veneçuela.
Els mascles poden assolir els 19,8 cm de longitud total.